# Atlético Potosino
Der Club Atlético Potosino ist ein ehemaliger mexikanischer Fußballverein aus der Stadt San Luis Potosí in Mexiko.

## Geschichte
Der Verein wurde 1972 unter der Bezeichnung Pumas de la Universidad de San Luis gegründet und erhielt einen Startplatz in der damals noch drittklassigen Tercera División. Bereits in der ersten Saison 1972/73 gelang der Aufstieg in die Segunda División.
Obwohl der Verein eigentlich nur gegründet wurde, um den Unterbau für den Ortsnachbarn Club San Luis zu bilden, der zu dieser Zeit in der höchsten Spielklasse des mexikanischen Vereinsfußballs spielte, entwickelten sich die Ereignisse in der Saison 1973/74 auf unerwartete Weise: Während der Club San Luis die Saison mit nur 21 Punkten auf dem letzten Tabellenplatz beendete und in die zweite Liga abstieg, erreichte der Club Atlético Potosino die Halbfinalspiele der zweiten Liga im Kampf um den Aufstieg in die Primera División. Weil die FMF, der Mexikanische Fußballverband, die erste Liga ab der kommenden Saison 1974/75 um zwei Teams erweitern wollte, wurden die beiden auf sportlichem Wege gescheiterten Halbfinalisten eingeladen, in der ersten Liga zu spielen. So kam es letztlich zum Platztausch der beiden Vereine aus San Luis Potosi.
Zwei Jahre später gelang dem Club San Luis die Rückkehr ins Fußball-Oberhaus und so kam es in der Saison 1976/77 zum bisher einzigen Mal zum Stadtderby zweier Vereine aus San Luis Potosi. Zwar behielt der Club San Luis in den direkten Duellen (mit 1:1 und 2:0) die Oberhand, sollte die Saison aber dennoch als Verlierer beenden. Dabei war weniger die Tatsache bedeutsam, dass Atlético Potosino mit dem sechsten Platz in der Gesamttabelle die Saison vor dem Club San Luis abschloss, der den neunten Rang belegt hatte. Denn dies hätte beiden Vereinen ja zum Klassenerhalt gereicht. Viel schlimmer traf die Fangemeinde des Club San Luis, dass dessen Präsidium die Erstligalizenz für die kommende Saison an den CD Tampico verscherbelte.
Atlético Potosino konnte sich zwei Jahre später noch einmal verbessern, als mit dem fünften Rang in der Saison 1978/79 die beste Platzierung der Vereinsgeschichte erreicht wurde. Obwohl der Verein sich in den kommenden Jahren häufiger in den unteren Tabellenregionen bewegen sollte, ereilte ihn der Abstieg erst nach 15-jähriger Erstligazugehörigkeit am Ende der Saison 1988/89. Somit war es dem Club San Luis im Sommer 2002 vorbehalten, Erstligafußball in die Stadt zurückzubringen.